# Leichtathletik-Länderkampf der Frauen 1976 BR Deutschland – Sowjetunion / BR Deutschland – Bulgarien
| 6./7. Leichtathletik-Länderkampf mit bundesdeutscher Beteiligung 1976                 | 6./7. Leichtathletik-Länderkampf mit bundesdeutscher Beteiligung 1976 |
| ------------------------------------------------------------------------------------- | --------------------------------------------------------------------- |
|                                                                                       |                                                                       |
| Ländervergleich der Frauen: 00BR Deutschland – Sowjetunion BR Deutschland – Bulgarien |                                                                       |
| Austragungsort                                                                        | München                                                               |
| Wettbewerbe                                                                           | 13                                                                    |
| Datum                                                                                 | 29./30. Mai                                                           |
| 1. URS 2. FRG                                                                         | 148 Punkte 115 Punkte                                                 |
| 1. FRG 2. BGR                                                                         | 76 Punkte 58 Punkte                                                   |
| Chronik                                                                               |                                                                       |
| ← FRG-URS (M)                                                                         | FRG-GBR Geher (M) →                                                   |

Die Jahresvergleiche Nummer sechs und sieben des Länderkampfjahres 1976 wurden – als einzige in der laufenden Saison – in einer Veranstaltung mit drei Ländern in jeweils getrennten Zweiländerwertungen ausgetragen. Dabei trafen die bundesdeutschen Leichtathletinnen wie ihre männlichen Kollegen am 29./30. Mai in München auf die Sowjetunion, gegen die es in der bisherigen Bilanz zwei zu vier stand. Das zweite gegnerische Team kam aus Bulgarien. Diese Begegnung fand zum ersten Mal statt.

## Modus
Auf dem Programm standen die bei Frauenländerkämpfen üblichen dreizehn Disziplinen, die den olympischen Wettbewerbskatalog komplett abdeckten. Am Start waren gegen die Sowjetunion drei Teilnehmerinnen je Land und Wettbewerb. Gewertet wurde in den Einzeldisziplinen wie in diesen Fällen üblich nach folgendem Schema: 1. Platz: 7 P / 2. Pl.: 5 P / 3. Pl.: 4 P / 4. Pl.: 3 P / … Der Ländervergleich gegen Bulgarien wurde mit zwei Teilnehmerinnen je Land und Wettbewerb durchgeführt. In den Einzelwettbewerben wurden die Punkte hier nach dem Standard vergeben. Die Staffeln wurden in beiden Begegnungen wie üblich mit fünf zu zwei gewertet.

## Ergebnis
Im Länderkampf gegen die UdSSR war das bundesdeutsche Team diesmal in weitgehend allen Bereich unterlegen. Von den Einzelläufen gewannen die sowjetischen Athletinnen drei Wettbewerbe, die bundesdeutschen Vertreterinnen zwei und ein Wettbewerb endete unentschieden. Die Siege in den beiden Staffeln teilten sich die beiden Mannschaften. Das war auch in den beiden Sprungwettkämpfen der Fall, allerdings gelang der Sowjetunion ein Dreifacherfolg. Da konnte die Bundesrepublik nicht mithalten. Im Bereich Wurf/Stoß gingen alle Wettbewerbe mit jeweils Dreifacherfolgen an die UdSSR. Damit mussten sich die die bundesdeutschen Sportlerinnen wie die Männer erneut geschlagen geben. 117 Punkte erreichte die Bundesrepublik, 145 Punkte die Sowjetunion.
Gegen Bulgarien sahen die bundesdeutschen Teilnehmerinnen deutlich besser aus. Sie entschieden fünf Einzelläufe für sich, die Bulgarinnen nur einen. Auch beide Staffeln gingen an die Bundesrepublik. In den technischen Disziplinen waren die Bulgarinnen stärker. Im Bereich Sprung verbuchten beide Nationen jeweils einen Wettbewerb für sich, die Bundesrepublik erzielte allerdings im Gegensatz zu Bulgarien einen Doppelerfolg. In der Kategorie Wurf/Stoß war Bulgarien zwei Mal vorn, die Bundesrepublik einmal. Damit gab es in der Gesamtwertung einen Sieg für die bundesdeutschen Frauen mit 75 zu 58 Punkten.

## Rekorde
In vier Wettbewerben wurden neue Rekorde aufgestellt.
- Landesrekorde:
  - 400-Meter-Lauf: 51,19 s – Nadeschda Iljina
  - 800-Meter-Lauf: 1:58,4 min – Walentina Gerassimowa
- Bundesdeutsche Rekorde:
  - 1500-Meter-Lauf: 4:06,4 min – Brigitte Kraus
  - 4-mal-100-Meter-Staffel: 42,68 s – Bundesrepublik Deutschland (Inge Helten, Annegret Kroniger, Annegret Richter, Maren Gang)

## Legende
Kurze Übersicht zur Bedeutung der Symbolik – so üblicherweise auch in sonstigen Veröffentlichungen verwendet:
| DNF | nicht im Ziel (did not finish) |
| NR  | Nationaler Rekord              |
| BR  | Bundesdeutscher Rekord         |
| NMW | keine Weite (No Mark)          |

## Einzelresultate

### 100 m
| Platz | Athletin               | Land | Zeit (s) | Länderkampfwertung | Länderkampfwertung |
| ----- | ---------------------- | ---- | -------- | ------------------ | ------------------ |
| 1     | Inge Helten            | FRG  | 11,22    | 1. FRG 2. URS      | 12 P 10 P          |
| 2     | Ljudmila Maslakowa     | URS  | 11,38    | 1. FRG 2. URS      | 12 P 10 P          |
| 3     | Annegret Kroniger      | FRG  | 11,45    | 1. FRG 2. URS      | 12 P 10 P          |
| 4     | Wera Anissimowa        | URS  | 11,46    | 1. FRG 2. URS      | 12 P 10 P          |
| 5     | Nadeschda Besfamilnaja | URS  | 11,58    | 1. FRG 2. BGR      | 08 P 03 P          |
| 6     | Elvira Possekel        | FRG  | 11,70    | 1. FRG 2. BGR      | 08 P 03 P          |
| 7     | Jordanka Jankowa       | BGR  | 11,83    | 1. FRG 2. BGR      | 08 P 03 P          |
| 8     | Iwanka Walkowa         | BGR  | 11,95    | 1. FRG 2. BGR      | 08 P 03 P          |

Datum: 29. Mai
Wind: −0,6 m/s

### 200 m
| Platz | Athletin               | Land | Zeit (s) | Länderkampfwertung | Länderkampfwertung |
| ----- | ---------------------- | ---- | -------- | ------------------ | ------------------ |
| 1     | Inge Helten            | FRG  | 22,87    | 1. FRG 2. URS      | 16 P 06 P          |
| 2     | Annegret Richter       | FRG  | 22,88    | 1. FRG 2. URS      | 16 P 06 P          |
| 3     | Annegret Kroniger      | FRG  | 23,05    | 1. FRG 2. URS      | 16 P 06 P          |
| 4     | Ljudmila Maslakowa     | URS  | 23,22    | 1. FRG 2. URS      | 16 P 06 P          |
| 5     | Nadeschda Besfamilnaja | URS  | 23,32    | 1. FRG 2. BGR      | 08 P 03 P          |
| 6     | Liliana Panajotowa     | BGR  | 23,71    | 1. FRG 2. BGR      | 08 P 03 P          |
| 7     | Swetlana Belowa        | URS  | 23,76    | 1. FRG 2. BGR      | 08 P 03 P          |
| 8     | Zdrawka Schipokliewa   | BGR  | 24,71    | 1. FRG 2. BGR      | 08 P 03 P          |

Datum: 30. Mai

### 400 m
| Platz | Athletin          | Land | Zeit (s) | Länderkampfwertung | Länderkampfwertung |
| ----- | ----------------- | ---- | -------- | ------------------ | ------------------ |
| 1     | Nadeschda Iljina  | URS  | 51,19 NR | 1. URS 2. FRG      | 12 P 10 P          |
| 2     | Rita Wilden       | FRG  | 51,55000 | 1. URS 2. FRG      | 12 P 10 P          |
| 3     | Natalja Sokolowa  | URS  | 52,05000 | 1. URS 2. FRG      | 12 P 10 P          |
| 4     | Dagmar Fuhrmann   | FRG  | 52,06000 | 1. URS 2. FRG      | 12 P 10 P          |
| 5     | Silvia Hollmann   | FRG  | 52,90000 | 1. FRG 2. BGR      | 08 P 03 P          |
| 6     | Nina Sjuskowa     | URS  | 52,96000 | 1. FRG 2. BGR      | 08 P 03 P          |
| 7     | Jordanka Iwanowa  | BGR  | 54,87000 | 1. FRG 2. BGR      | 08 P 03 P          |
| DNF   | Zdrawka Trifonowa | BGR  |          | 1. FRG 2. BGR      | 08 P 03 P          |

Datum: 29. Mai

### 800 m
| Platz | Athletin              | Land | Zeit (min) | Länderkampfwertung | Länderkampfwertung |
| ----- | --------------------- | ---- | ---------- | ------------------ | ------------------ |
| 1     | Walentina Gerassimowa | URS  | 1:58,4 NR  | 1. URS 2. FRG      | 16 P 06 P          |
| 2     | Nikolina Schterewa    | BGR  | 1:58,8000  | 1. URS 2. FRG      | 16 P 06 P          |
| 3     | Swetlana Styrkina     | URS  | 1:59,4000  | 1. URS 2. FRG      | 16 P 06 P          |
| 4     | Swetlana Kolewa       | BGR  | 2:00,3000  | 1. URS 2. FRG      | 16 P 06 P          |
| 5     | Olga Dwirna           | URS  | 2:00,3000  | 1. BGR 2. FRG      | 08 P 03 P          |
| 6     | Gisela Klein          | FRG  | 2:00,9000  | 1. BGR 2. FRG      | 08 P 03 P          |
| 7     | Angelika Traugott     | FRG  | 2:02,5000  | 1. BGR 2. FRG      | 08 P 03 P          |
| 8     | Ursula Hook           | FRG  | 2:04,1000  | 1. BGR 2. FRG      | 08 P 03 P          |

Datum: 30. Mai

### 1500 m
| Platz | Athletin                 | Land | Zeit (min) | Länderkampfwertung | Länderkampfwertung |
| ----- | ------------------------ | ---- | ---------- | ------------------ | ------------------ |
| 1     | Brigitte Kraus           | FRG  | 4:06,4 BR  | 1. URS 2. FRG      | 12 P 10 P          |
| 2     | Wessela Jazinska         | BGR  | 4:09,8000  | 1. URS 2. FRG      | 12 P 10 P          |
| 3     | Ljudmila Iwaowna Bragina | URS  | 4:10,1000  | 1. URS 2. FRG      | 12 P 10 P          |
| 4     | Giana Romanowa           | URS  | 4:10,7000  | 1. URS 2. FRG      | 12 P 10 P          |
| 5     | Rossiza Pechliwanowa     | BGR  | 4:11,0000  | 1. FRG 2. BGR      | 06 P 05 P          |
| 6     | Raissa Katjukowa         | URS  | 4:14,1000  | 1. FRG 2. BGR      | 06 P 05 P          |
| 7     | Ellen Wellmann           | FRG  | 4:14,6000  | 1. FRG 2. BGR      | 06 P 05 P          |
| 8     | Monika Greschner         | FRG  | 4:19,1000  | 1. FRG 2. BGR      | 06 P 05 P          |

Datum: 29. Mai

### 100 m Hürden
| Platz | Athletin                    | Land | Zeit (s) | Länderkampfwertung | Länderkampfwertung |
| ----- | --------------------------- | ---- | -------- | ------------------ | ------------------ |
| 1     | Ljubow Kononowa             | URS  | 12,99    | 1. URS 2. FRG      | 16 P 06 P          |
| 2     | Natalja Wassiljena Lebedewa | URS  | 13,04    | 1. URS 2. FRG      | 16 P 06 P          |
| 3     | Tatjana Anissimowa          | URS  | 13,21    | 1. URS 2. FRG      | 16 P 06 P          |
| 4     | Ursula Schalück             | FRG  | 13,44    | 1. URS 2. FRG      | 16 P 06 P          |
| 5     | Penka Sokolowa              | BGR  | 13,48    | 1. FRG 2. BGR      | 07 P 04 P          |
| 6     | Silvia Kempin               | FRG  | 13,52    | 1. FRG 2. BGR      | 07 P 04 P          |
| 7     | Leonore Leidel              | FRG  | 13,55    | 1. FRG 2. BGR      | 07 P 04 P          |
| 8     | Lidia Guschewa              | BGR  | 13,90    | 1. FRG 2. BGR      | 07 P 04 P          |

Datum: 30. Mai

### 4 × 100 m Staffel
| Platz | Besetzung      | Land                                                                      | Zeit (s) | Länderkampfwertung | Länderkampfwertung |
| ----- | -------------- | ------------------------------------------------------------------------- | -------- | ------------------ | ------------------ |
| 1     | BR Deutschland | Inge Helten Annegret Kroniger Annegret Richter Maren Gang                 | 42,68 BR | 1. FRG 2. URS      | 5 P 2 P            |
| 2     | Sowjetunion    | Ljudmila Maslakowa Swetlana Belowa Wera Anissimowa Nadeschda Besfamilnaja | 42,98000 | 1. FRG 2. BGR      | 5 P 2 P            |
| 3     | Bulgarien      | Nedjalka Angelowa Iwanka Walkowa Zdrawka Schipokliewa Jordanka Jankowa    | 45,14000 | 1. FRG 2. BGR      | 5 P 2 P            |

Datum: 29. Mai
1. Deutschland (Inge Helten, Annegret Kroniger)

### 4 × 400 m Staffel
| Platz | Besetzung      | Land                                                                 | Zeit (min) | Länderkampfwertung | Länderkampfwertung |
| ----- | -------------- | -------------------------------------------------------------------- | ---------- | ------------------ | ------------------ |
| 1     | Sowjetunion    | Nina Sjuskowa Natalja Sokolowa Inta Kļimoviča Nadeschda Iljina       | 3:25,8     | 1. URS 2. FRG      | 5 P 2 P            |
| 2     | BR Deutschland | Dagmar Fuhrmann Silvia Hollmann Erika Weinstein Rita Wilden          | 3:27‚1     | 1. FRG 2. BGR      | 5 P 2 P            |
| 3     | Bulgarien      | Jordanka Iwanowa Iwanka Bonowa Wessela Jazinska Rossiza Pechliwanowa | 3:37,0     | 1. FRG 2. BGR      | 5 P 2 P            |

Datum: 30. Mai

### Hochsprung
| Platz | Athletin           | Land | Zeit (m)                          | Länderkampfwertung | Länderkampfwertung |
| ----- | ------------------ | ---- | --------------------------------- | ------------------ | ------------------ |
| 1     | Jordanka Blagoewa  | BGR  | 1,88                              | 1. FRG 2. URS      | 16 P 05 P          |
| 2     | Ulrike Meyfarth    | FRG  | 1,88                              | 1. FRG 2. URS      | 16 P 05 P          |
| 3     | Renate Boschert    | FRG  | 1,85                              | 1. FRG 2. URS      | 16 P 05 P          |
| 4     | Brigitte Holzapfel | FRG  | 1,85                              | 1. FRG 2. URS      | 16 P 05 P          |
| 5     | Galina Filatowa    | URS  | 1,85                              | 1. BGR 2. FRG      | 06 P 05 P          |
| 6     | Stanka Walkanowa   | BGR  | 1,74                              | 1. BGR 2. FRG      | 06 P 05 P          |
| 7     | Alla Fedortschuk   | URS  | 1,70                              | 1. BGR 2. FRG      | 06 P 05 P          |
| NMW   | Nadeschda Oskolok  | URS  | an Anfangshöhe (1,70) gescheitert | 1. BGR 2. FRG      | 06 P 05 P          |

Datum: 30. Mai

### Weitsprung
| Platz | Athletin           | Land | Zeit (m) | Länderkampfwertung | Länderkampfwertung |
| ----- | ------------------ | ---- | -------- | ------------------ | ------------------ |
| 1     | Lidija Alfejewa    | URS  | 6,32     | 1. URS 2. FRG      | 12 P 10 P          |
| 2     | Christa Köhler     | FRG  | 6,31     | 1. URS 2. FRG      | 12 P 10 P          |
| 3     | Christa Striezel   | FRG  | 6,31     | 1. URS 2. FRG      | 12 P 10 P          |
| 4     | Liliana Panajotowa | BGR  | 6,22     | 1. URS 2. FRG      | 12 P 10 P          |
| 5     | Tatjana Potapowa   | URS  | 6,20     | 1. FRG 2. BGR      | 06 P 05 P          |
| 6     | Ekaterina Nedewa   | BGR  | 6,16     | 1. FRG 2. BGR      | 06 P 05 P          |
| 7     | Galina Goptschenko | URS  | 6,10     | 1. FRG 2. BGR      | 06 P 05 P          |
| 8     | Ulrike Jacob       | FRG  | 5,96     | 1. FRG 2. BGR      | 06 P 05 P          |

Datum: 29. Mai
Als zweite deutsche Teilnehmerin gegen Bulgarien wurde Ulrike Jacob nominiert und gewertet.

### Kugelstoßen
| Platz | Athletin                | Land | Zeit (m) | Länderkampfwertung | Länderkampfwertung |
| ----- | ----------------------- | ---- | -------- | ------------------ | ------------------ |
| 1     | Swetlana Kratschewskaja | URS  | 21,13    | 1. URS 2. FRG      | 16 P 06 P          |
| 2     | Iwanka Christowa        | BGR  | 20,61    | 1. URS 2. FRG      | 16 P 06 P          |
| 3     | Nadeschda Tschischowa   | URS  | 20,10    | 1. URS 2. FRG      | 16 P 06 P          |
| 4     | Raissa Taranda          | URS  | 19,41    | 1. URS 2. FRG      | 16 P 06 P          |
| 5     | Eva Wilms               | FRG  | 19,21    | 1. BGR 2. FRG      | 07 P 04 P          |
| 6     | Elena Stojanowa         | BGR  | 18,58    | 1. BGR 2. FRG      | 07 P 04 P          |
| 7     | Beatrix Philipp         | FRG  | 17,16    | 1. BGR 2. FRG      | 07 P 04 P          |
| 8     | Helga Jaxt              | FRG  | 14,85    | 1. BGR 2. FRG      | 07 P 04 P          |

Datum: 30. Mai

### Diskuswurf
| Platz | Athletin                   | Land | Zeit (m) | Länderkampfwertung | Länderkampfwertung |
| ----- | -------------------------- | ---- | -------- | ------------------ | ------------------ |
| 1     | Faina Melnik               | URS  | 69,90    | 1. URS 2. FRG      | 16 P 06 P          |
| 2     | Marija Wergowa             | BGR  | 63,82    | 1. URS 2. FRG      | 16 P 06 P          |
| 3     | Olga Andrianowa            | URS  | 63,70    | 1. URS 2. FRG      | 16 P 06 P          |
| 4     | Nadeschda Jerocha          | URS  | 60.76    | 1. URS 2. FRG      | 16 P 06 P          |
| 5     | Liesel Westermann          | FRG  | 60.36    | 1. BGR 2. FRG      | 07 P 04 P          |
| 6     | Radostina Baschtschewanowa | BGR  | 57,06    | 1. BGR 2. FRG      | 07 P 04 P          |
| 7     | Marion Gröger              | FRG  | 51,32    | 1. BGR 2. FRG      | 07 P 04 P          |
| 8     | Eva Wilms                  | FRG  | 50,08    | 1. BGR 2. FRG      | 07 P 04 P          |

Datum: 29. Mai

### Speerwurf
| Platz | Athletin               | Land | Zeit (m) | Länderkampfwertung | Länderkampfwertung |
| ----- | ---------------------- | ---- | -------- | ------------------ | ------------------ |
| 1     | Swetlana Babitsch      | URS  | 62,86    | 1. URS 2. FRG      | 16 P 06 P          |
| 2     | Nadeschda Jakubowitsch | URS  | 62,34    | 1. URS 2. FRG      | 16 P 06 P          |
| 3     | Tatjana Schigalowa     | URS  | 59,08    | 1. URS 2. FRG      | 16 P 06 P          |
| 4     | Ingrid Thyssen         | FRG  | 58,70    | 1. URS 2. FRG      | 16 P 06 P          |
| 5     | Ameli Koloska          | FRG  | 58,44    | 1. FRG 2. BGR      | 08 P 03 P          |
| 6     | Jordanka Peewa         | BGR  | 57,46    | 1. FRG 2. BGR      | 08 P 03 P          |
| 7     | Marion Becker          | FRG  | 56,00    | 1. FRG 2. BGR      | 08 P 03 P          |
| 8     | Ivanka Wantschewa      | BGR  | 48,80    | 1. FRG 2. BGR      | 08 P 03 P          |

Datum: 30. Mai